# 발트 3국
발트 3국(영어: Baltic States, Baltic Countries) 또는 발트 국가는 발트해 동쪽의 세 나라, 에스토니아·라트비아·리투아니아를 지칭하는 말이다.

## 개요
발트 3국 모두 자유민주주의 국가이며, 4년 임기의 단원제 의회 구성을 채택하고 있다. 에스토니아는 리기코구, 라트비아는 사에이마, 리투아니아는 세이마스라는 입법부를 두고 있다. 라트비아와 에스토니아는 대통령이 의회에서 선출되는 반면, 리투아니아는 대통령이 국민투표로 선출되는 준대통령제 국가이다. 세 나라 모두 유럽연합(EU)과 북대서양조약기구(나토) 회원국이다. 2002년, 발트 3국 정부는 유럽연합 가입과 나토 회원국 가입을 신청하였으며, 세 국가 모두 2004년 3월 29일 나토에, 2004년 5월 1일 EU에 가입하였다.
발트(발틱·Baltic)라는 용어는 발트해(Baltic Sea)라는 명칭에서 유래하였다. 발트해의 기원에 대해서는 여러 가지 이론이 있는데, '하얗고 공정한'을 의미하는 복원된 인도유럽조어의 어근 '-bhel'에서 유래한 것으로 보는 이론이 주요 예이다. 또한 리투아니아어의 'baltas'와 라트비아어의 'balts'는 '하얀'을 의미한다.

## 역사
발트 3국의 공동 역사는 13세기경 독일계 검의 형제 기사단(Sword Brethren)이 기독교와 봉건주의를 가지고 들어오면서 시작되었다. 그 후 덴마크·스웨덴·폴란드·러시아·독일이 발트 3국 지역을 두고 각축을 벌였다.
1582년에는 에스토니아 북부를 제외한 발트 3국 지역 거의 전체가 폴란드-리투아니아 연방의 지배하에 들어갔다. 19세기에는 이 지역이 러시아 제국의 지배하에 들어갔다. 독일인 제후들과 스웨덴인 지배층들이 있었으나 이들이 러시아 황제에게 충성을 다했기 때문에 이 지역은 자치권을 받아 독일 문화가 많이 퍼졌다.
제1차 세계 대전이 끝나면서 발트 3국은 독립국이 되었다. 그러나 독일-소련 불가침 조약이 체결됨에 따라 나치 독일은 소비에트 연방이 발트 3국 거의 모두를 합병하는 것에 동의했다. 단기간의 소련 통치 후 독일이 침공했으며 제2차 세계 대전 말기에는 다시 소련이 침공했다. 제2차 세계 대전 이후에 발트 3국은 다시 소련에 합병되었다.

### 20세기 이전

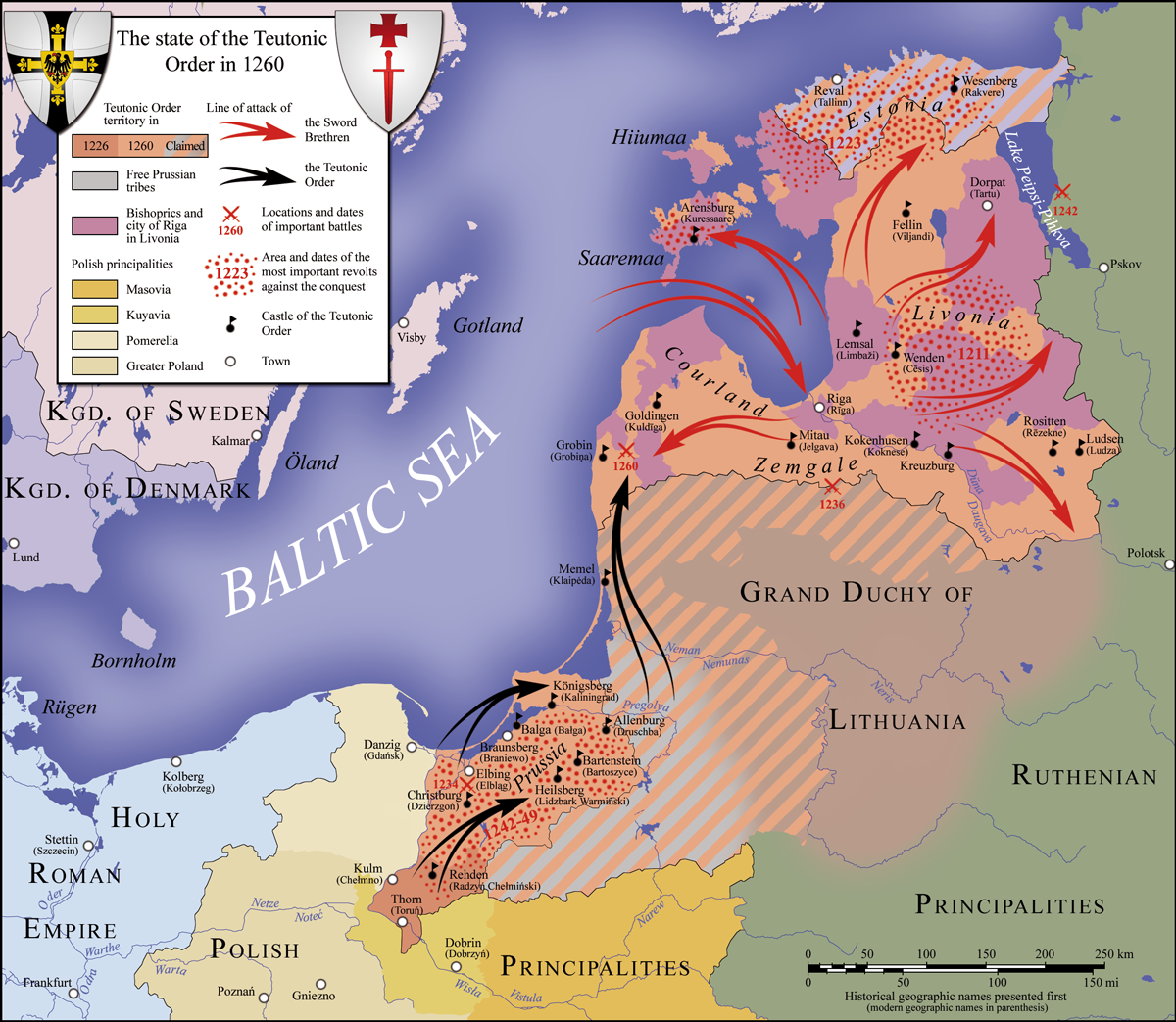
1200년대 북방십자군

9세기와 10세기에 스웨덴과 덴마크, 폴란드, 키예프 루스 등 이웃 기독교 국가들이 형성된 후에도 오늘날 발트해 연안 국가들은 13세기까지 이교도로 남아 있었다. 13세기 전반에는 리보니아인과 프로이센인(검의 형제기사단과 튜턴 기사단)의 영토에 기반을 둔 수도사들의 군사 기사단과 덴마크 왕국이 오늘날의 발트해 연안 국가들의 대부분 영토를 정복하고 에스토니아인, 쿠로니아인, 라트비아인(라트갈리아인), 리보니아인, 프로이센인, 나드루비아인, 셀로니아인, 스칼비아인, 세미갈리아인이 독자적인 국가를 건설하는 것을 막았다. 결국 독일 식민지 중심지에서 가장 멀리 떨어진 리투아니아인(사모기티아인 포함)만이 독자적인 국가를 건설하는 데 성공하였다. 리투아니아 대공국은 1385년 폴란드 왕국과 크레보 합병을 체결하고, 동진(東進)하는 기사단에 맞서 싸웠다.
13세기, 가톨릭교가 리투아니아로 확산, 16세기 종교 개혁 당시 에스토니아인과 대부분의 라트비아인들은 가톨릭에서 루터교로 개종하였다. 리투아니아 대공국과 폴란드 왕국은 1569년 폴란드-리투아니아 연방을 형성하였다. 17세기 중반, 스웨덴은 에스토니아와 리보니아(쿠를란트·라트갈레 제외)를 정복하였다. 대북방 전쟁(1700~1721) 이후 두 지역은 모두 러시아 제국의 일부가 되었고, 폴란드-리투아니아 연방 분할 당시 러시아는 쿠를란트, 라트갈레, 리투아니아 전역을 합병하였다.
에스토니아인과 라트비아인은 수 세기 동안의 외세 침략과 지배에도 불구, 언어와 문화를 보존해왔다. 1월 봉기와 11월 봉기 이후 러시아 제국 당국의 탄압으로 리투아니아 국가 형성이 어려워졌고, 19세기에 에스토니아인, 라트비아인, 리투아니아인의 민족주의 운동이 새 동력을 얻었다. 삼국 국민의 역사, 경제, 문화적 발전 양상은 서로 달랐지만, 19세기 말에는 에스토니아인, 라트비아인, 리투아니아인의 민족 정체성이 형성되었다. 결국 19세기, 핀란드인-에스토니아인, 그리고 라트비아인-리투아니아인 간의 통합이라는 개념이 확산되기 시작하였다.

### 독립국 (1918~1940년)

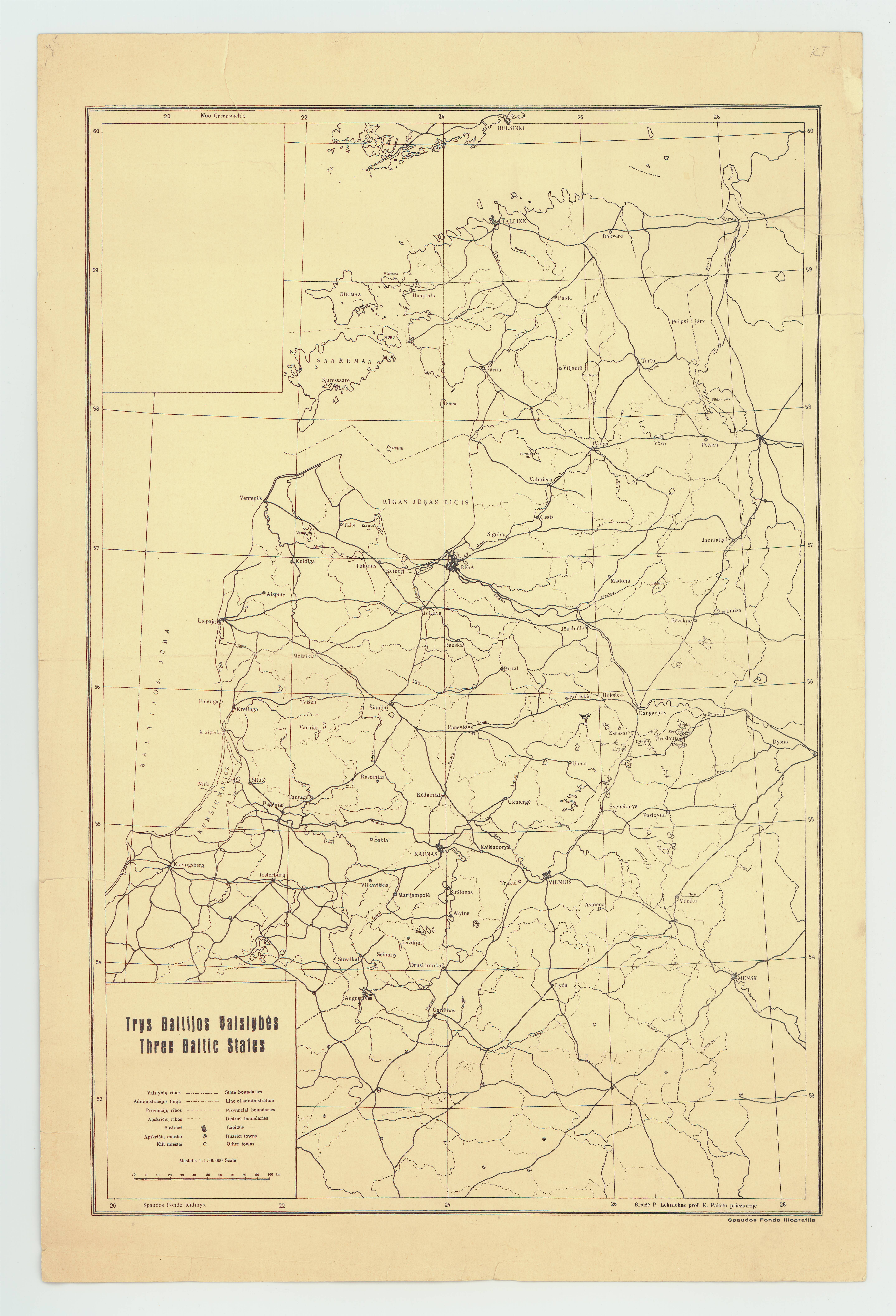
1935년의 발트 3국

제1차 세계 대전이 종전되자 리투아니아는 독립을 선언하는 한편, 라트비아는 임시 정부를 꾸렸다. 에스토니아는 이미 1917년 제정 러시아로부터 자치권을 획득했고, 1918년 2월 독립을 선언했지만, 이후 1918년 11월까지 독일 제국의 점령 하에 있었다. 에스토니아는 1918년부터 1920년까지 소련에 맞서 독립 전쟁을 성공적으로 치렀다. 라트비아와 리투아니아도 1920년 라트비아 독립 전쟁과 리투아니아 독립 전쟁이 종결할 때까지 유사한 과정을 거쳤다.
전간기 동안에는 삼국과 핀란드, 폴란드가 소련과 소련의 서쪽 국경을 따라 테두리를 형성하자, 이들을 '리미트로프 국가'로 부르기도 하였다. 이들은 또한 조르주 클레망소가 전략적 방역망으로 간주했던, 서유럽과 중부유럽, 잠재적인 볼셰비키의 영토 야망을 가로지르는 북쪽 핀란드부터 남쪽 루마니아까지의 전체 영토의 일부였다.

### 점령기 (1940~1991년)

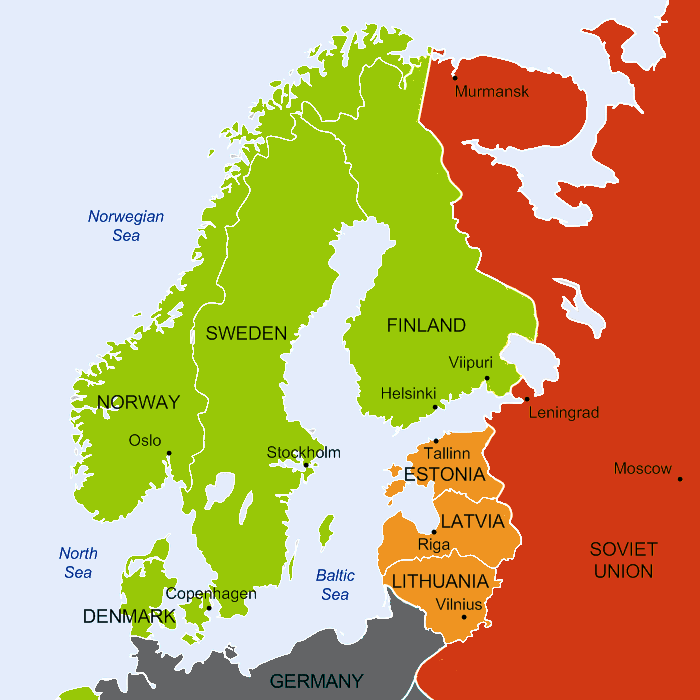
1939년 11월 북유럽의 지정학적 지위
중립국
독일과 그 합병국
소련과 그 합병국
1939년 10월 소련이 군사기지를 설립한 중립국

1939년 몰로토프-리벤트로프 조약의 비밀 의정서에 따라 유럽을 독일과 소련의 영향권으로 분할한 소련군은 1939년 9월 폴란드 동부를 침공했고, 스탈린주의 소련 정부는 에스토니아, 라트비아, 리투아니아를 상호 원조 조약을 근거로 강제 징집하여 자국이 이들 국가에 군사 기지를 건설할 권리를 부여하였다. 1940년 6월, 붉은 군대는 에스토니아, 라트비아, 리투아니아의 모든 영토를 점령하고 새로운 친소련 괴뢰 정부를 수립하였다.
1940년 7월, 3국에서 동시에 스탈린 지지 후보만 출마가 허용된 조작 선거가 실시되었고, 세 나라에서 새로 구성된 의회는 만장일치로 소련 가입을 신청했으며, 1940년 8월에는 에스토니아 소비에트 사회주의 공화국, 라트비아 소비에트 사회주의 공화국, 리투아니아 소비에트 사회주의 공화국이라는 이름으로 소련에 편입되었다.
그 후 발트해 지역에서 탄압과 처형, 대량 추방이 이어졌다. 1940년에서 1953년 사이 소련 정부는 발트해에서 20만 명이 넘는 사람들을 소련 내 외딴 지역으로 추방, 최소 7만 5천 명이 굴라크로 보내졌으며, 발트해 성인 인구의 약 10%가 강제 추방되거나 노동 수용소로 보내졌다. 소련 측은 러시아어를 유일한 공용어로 제정하는 등 갖가지 수단을 통해 이들의 소비에트화를 시도하였다.
발트 3국에 대한 소련의 점령은 1941년 나치 독일의 지역 침공으로 중단되었다. 처음에는 많은 에스토니아인, 라트비아인, 리투아니아인이 독일군을 해방군으로 여겼고 세 나라의 독립을 회복하기를 바랐지만 대신 나치 독일의 침략자들은 오스트란트 국가판무관부로 알려진 민간 행정부를 설립하였다. 점령 기간 동안 나치 당국은 리투아니아와 라트비아의 유대인 인구에 대한 게토화와 대량 학살을 자행, 리투아니아의 전쟁 전 유대인 공동체의 약 95%에 해당하는 19만 명이 넘는 리투아니아 유대인과 6만 6천 명의 라트비아 유대인이 살해되었다. 독일의 점령은 1944년 말까지, 쿠를란트의 경우 1945년 초까지 지속되었고, 이후 소련군이 두 나라를 다시 점령하고 미국과 영국의 수동적 동의 하에 소련의 통치가 재수립되었다.(얄타 회담 및 포츠담 협정 참고)
농업의 강제 집단화는 1947년에 시작되어 1949년 3월 대규모 강제 이주 이후 완료되었습니다. 개인 농장은 몰수되었고, 농부들은 집단 농장에 강제로 편입되었다. 세 나라 모두에서, 흔히 숲의 형제, 라트비아 민족 파트리잔, 리투아니아 파르티잔으로 알려진 발트 파르티잔들은 이후 8년간 소련 점령에 맞서 게릴라전을 벌였지만, 결국 실패로 끝났고, 반소련 파르티잔의 무장 저항은 1953년까지 지속되었다.
리투아니아, 라트비아, 에스토니아는 미국과 영국, 캐나다, 북대서양조약기구(NATO) 등 여러 국가와 국제기구에 의해 소련 점령 하에 있는 것으로 간주되었다. 냉전 기간 동안 리투아니아와 라트비아는 워싱턴 D.C.에 공관을 유지했고, 에스토니아는 뉴욕시에 공관을 두었다.

### 재독립

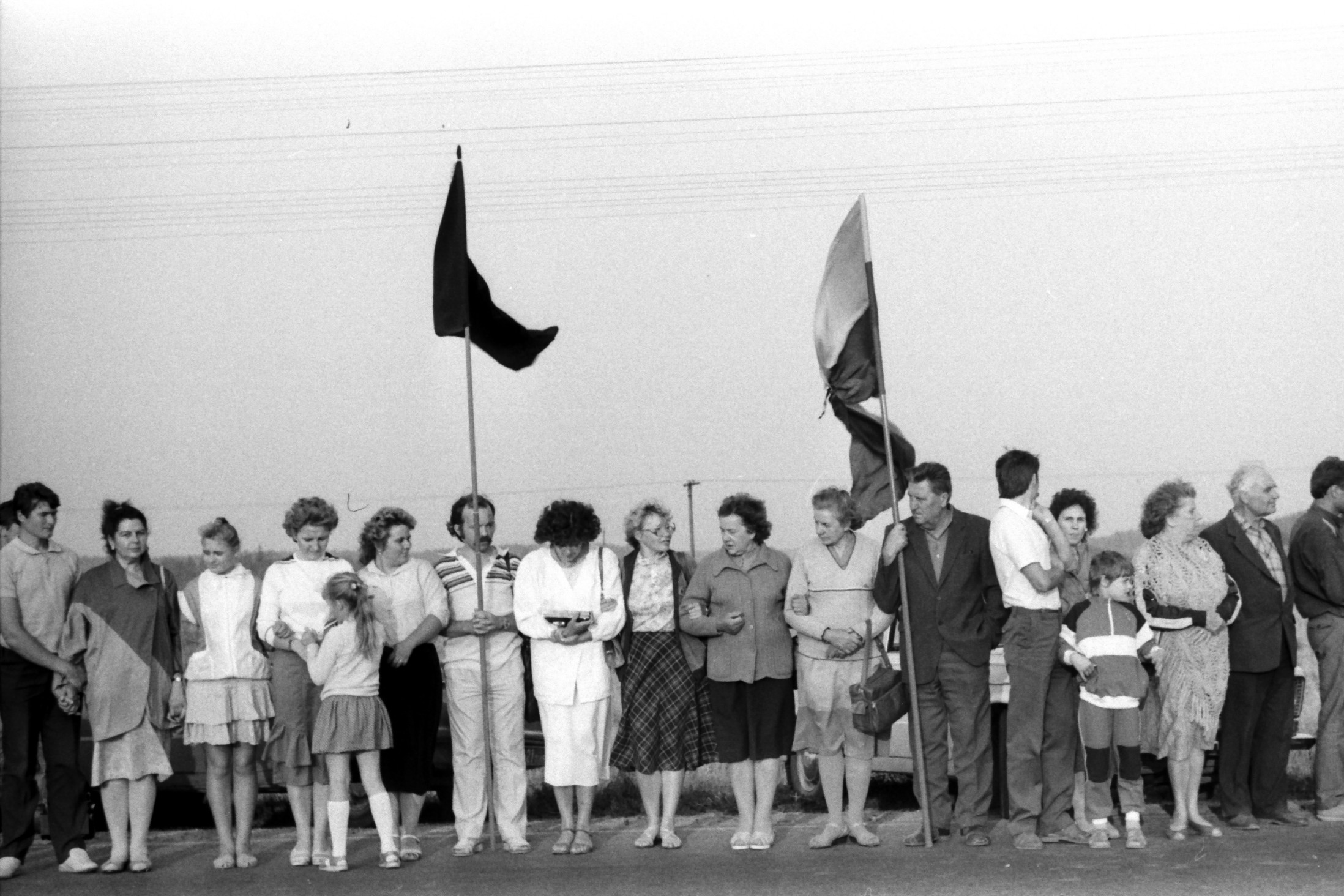
발트의 길은 1989년에 있었던 대규모 반소련 시위로, 발트 3국 전체 인구의 약 25%가 참여했하였다.

1980년대 후반, 소련 통치에 대한 대규모 시민 저항 운동인 노래 혁명이 시작되었습니다. 1989년 8월 23일, 200만 개의 인간 사슬인 발트의 길이 탈린에서 빌뉴스까지 600km에 걸쳐 이어졌다. 이 여파로 미하일 고르바초프 정부는 발트 공화국의 탈퇴가 불가피하다는 비공개 결론을 짓기에 이른다. 이후 소련은 1991년 9월 6일, 발트 3국의 독립을 인정하였고, 1993년 8월을 기해 리투아니아를 시작으로 해당 지역에서 군대가 철수하였다.

## 경제
경제적으로는 정치적 변화와 법치주의 국가로서의 민주주의로의 이행과 병행하여, 국가의 기존 통제 경제는 입법을 통해 시장 경제로 전환되었고, 주요 거시경제 요인인 예산 규칙, 국가 감사, 국가 통화, 중앙은행을 수립·개편하였다.
세 나라 모두 유럽연합(EU)과 경제 협력 개발 기구(OECD) 회원국이며 유로존에 속한다. 세계은행은 이들 국가를 고소득 국가로 분류하고 있으며, 높은 인간개발지수(HDI)를 보인다. 에스토니아는 2011년 1월, 라트비아는 2014년 1월, 리투아니아는 2015년 1월에 유로화를 도입하였다.

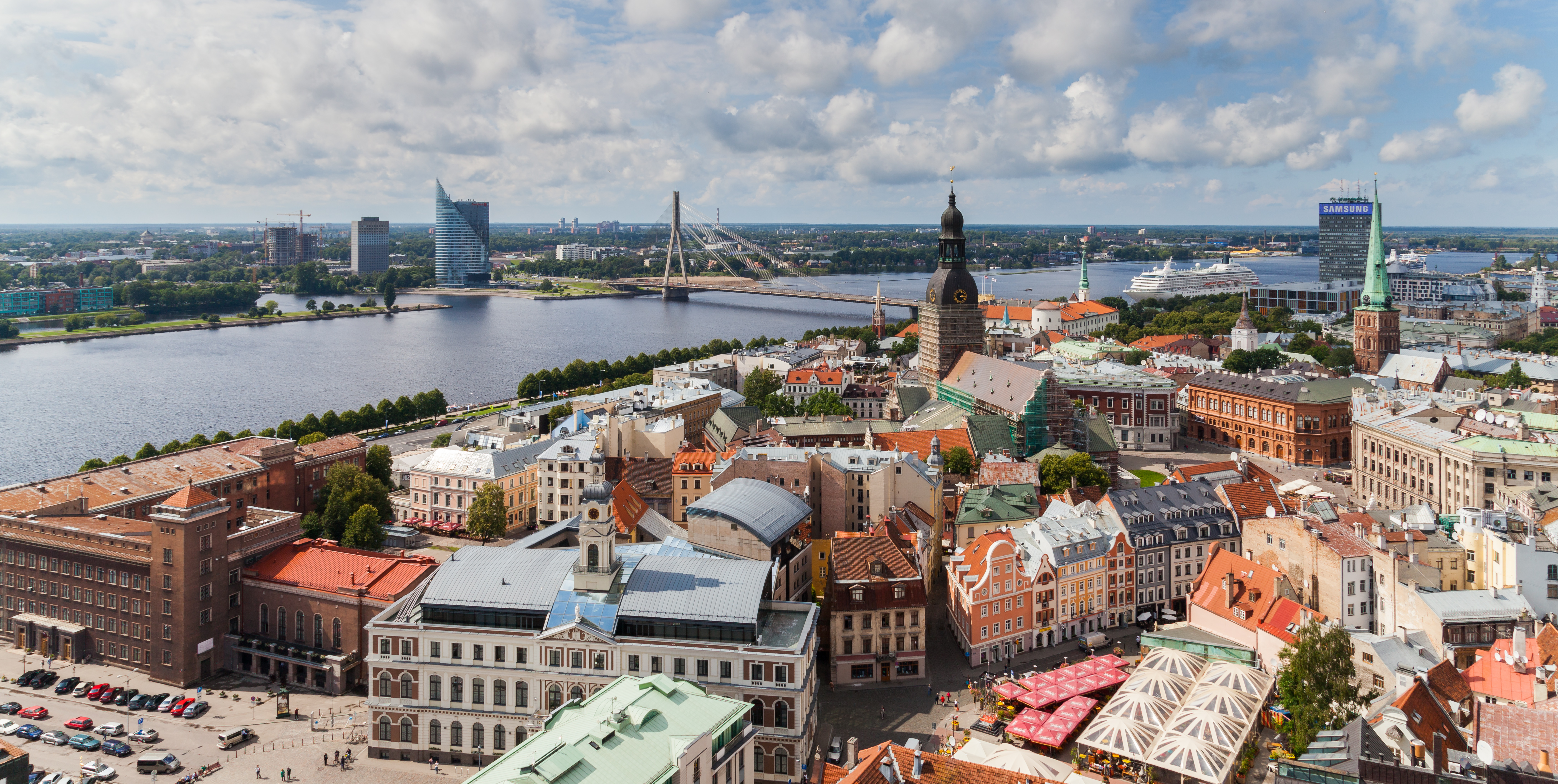
라트비아 리가
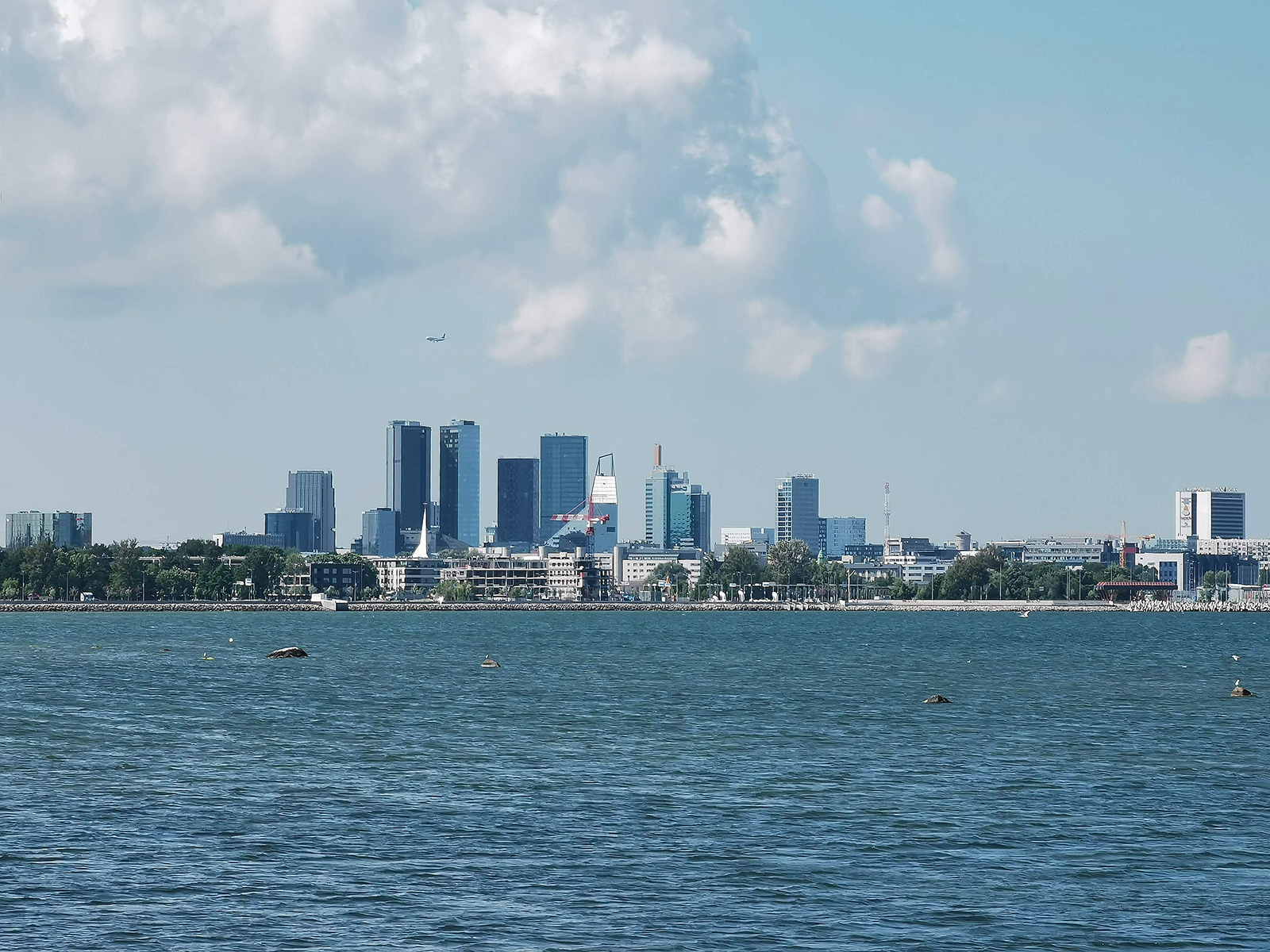
에스토니아 탈린
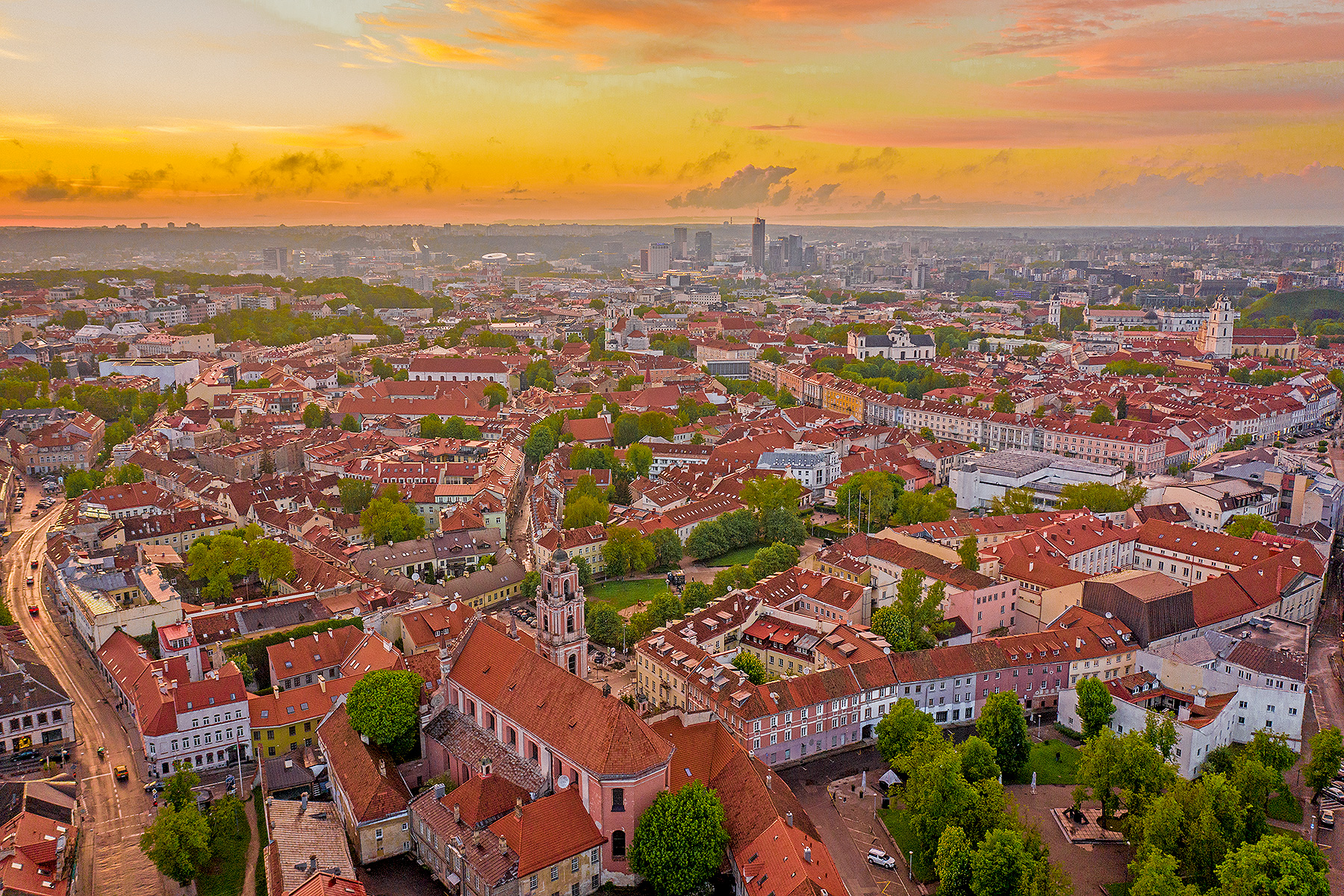
리투아니아 빌뉴스

## 지리
발트 3국은 제2차 세계 대전 후 반세기 동안 소련의 지배를 받았기 때문에 흔히 동유럽의 일부로 간주된다. 그러나 역사적으로는 스웨덴·러시아·폴란드·독일의 영향을 많이 받았다. 문화·지리적으로 발트 3국은 북유럽에 속한다. 그래서 타협안으로 발트 3국을 이를 때 북동유럽이라는 명칭을 쓰기도 한다.
발트해 연안국은 넓은 의미에서는 발트 3국에 한정되지 않고 발트해에 접해 있는 모든 국가를 이루며, 발트 3국 가까이에는 옛 동프로이센의 북쪽 부분에 해당하는 러시아의 칼리닌그라드가 있다.
발트 3국은 세 나라의 면적을 모두 합쳐도 러시아의 100분의 1 가량에 불과한 작은 나라들이며, 발트해 동부 연안의 저평한 지역을 차지한다. 지형은 대부분의 지역이 매우 평탄하며, 가장 높은 곳도 300m 가량에 불과하다. 기후는 냉대에 속하여 춥고 긴 겨울을 가지고 있으나, 대서양과 발트해의 영향도 강하므로 위도에 비해서는 비교적 온화하여, 같은 위도의 러시아 내륙에 비해서는 훨씬 따뜻하다.
| 노르웨이덴마크페로 제도스웨덴아이슬란드핀란드올란드 · 제도라트비아리투아니아에스토니아영국건지섬맨섬저지섬아일랜드네덜란드독일러시아폴란드class=notpageimage\| 북유럽(Northern Europe)의 나라들 (표시한 위치는 각 나라의 수도이다) · 점 : 일반적인 북유럽의 정의 · 라벨 색상 : 노르딕 국가 중 스칸디나비아에 위치한 국가 · 라벨 색상 : 노르딕 국가 중 스칸디나비아에 위치하지 않는 국가 · 라벨 색상 : 발트 3국 · 점 : 확장된 북유럽의 정의에 포함되는 나라 또는 지역 · 라벨 색상 : 유엔의 정의 · 라벨 색상 : 기타 정의 |

## 정치

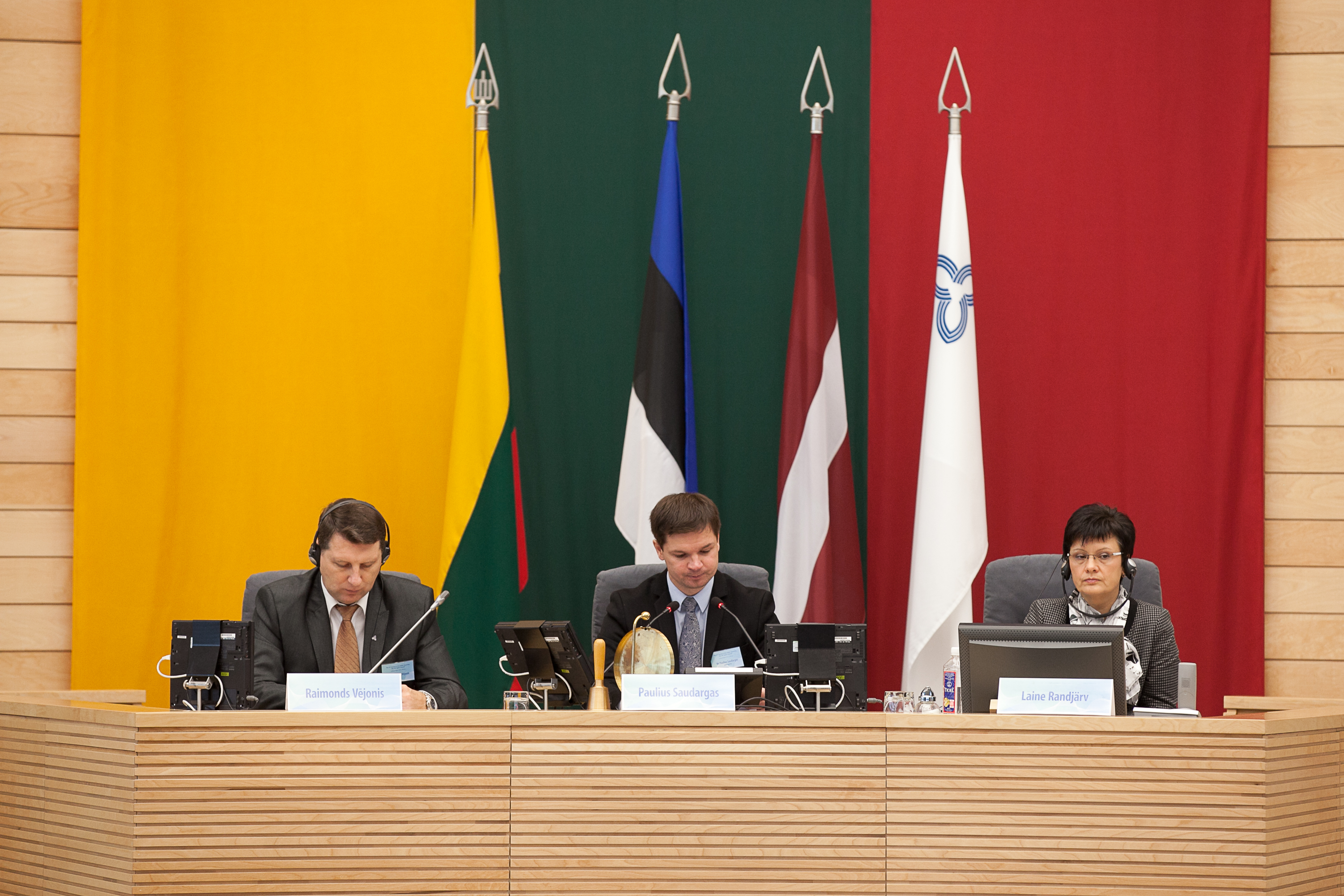
발트 의회 (2012년 11월)

2차대전 종전 후 1991년 소련이 해체될 때까지 발트 3국은 소련의 점령하에 있었다. 이들은 1990년에 독립을 선언하였으며 소련은 1991년 9월 6일 발트 3국의 독립을 인정하였다. 발트 3국은 신생국이 아니라 1차대전과 2차대전 사이 존재했던 독립국이 복원된 것이라고 자처했다. 이로써 그들은 냉전 시대 소련의 지배가 불법 점령이었다는 그들의 주장을 재차 강조하였다. 오늘날 발트 3국은 자유 민주주의 의회 공화국으로, 시장 경제는 빠른 속도로 발전하고 있다.
2002년 발트 3국은 북대서양 조약 기구(NATO)와 유럽 연합(EU)에 가입을 신청함으로써 오랜 정치적 숙원이자 소련 탈퇴 후 주된 목표이던 서유럽과의 통합 달성에 첫걸음을 내디뎠다. 그리하여 2004년 3월 29일 북대서양 조약 기구에, 2004년 5월 1일에는 유럽 연합에 가입했다.

## 문화
발트 3국은 문화·역사적으로 공통점도 많지만 그들의 언어는 두개의 전혀 다른 어족에 속한다.
- 라트비아어와 리투아니아어는 인도유럽어족에 속한 발트어파를 이룬다.
- 에스토니아어는 우랄어족의 어파인 핀우그리아어파에 속한다. 계통적으로 핀란드어와 깊은 관련이 있다.

또 기독교의 서로 다른 교파에 속해있다.
- 라트비아와 에스토니아는 개신교의 일파인 루터교 국가이다. 또 이들 국가에서 소수집단을 이루는 러시아인들은 러시아 정교 신자이다.
- 리투아니아는 가톨릭 신자들이 주를 이룬다.

중세 때부터 시작되어 오랫동안 계속된 독일계와 19세기 이후의 러시아계에 의한 지배의 영향으로 나이든 세대의 많은 수가 아직도 제2언어로 독일어와 러시아어를 사용한다. 또 역사적으로 스웨덴, 폴란드, 러시아의 영향권에 들어 있었다. 또 소련에 병합된 이후로 이들 국가, 그중에서도 특히 에스토니아와 라트비아에는 러시아인들이 대거 들어오면서 러시아인이 중요한 소수민족 집단이 되었다. 소련 지배의 이러한 유산으로 독립 후 민감한 민족문제의 불씨를 남겨두고 있다.
1992년에 발트 3국은 음악 문화 발전을 위한 국제 협력적 지원의 공로로 폴라음악상을 공동수상하기도 했다.

## 비교
|                         | 에스토니아       | 라트비아            | 리투아니아            |
| ----------------------- | ---------------- | ------------------- | --------------------- |
| 문장                    | Estonia          | Latvia              | Lithuania             |
| 국기                    | 에스토니아       | 라트비아            | 리투아니아            |
| 지도                    |                  |                     |                       |
| 수도                    | 탈린             | 리가                | 빌뉴스                |
| 정치체제                | 의회공화제       | 의회공화제          | 이원집정부제          |
| 의회                    | 리기코구         | 사에이마            | 세이마스              |
| 대통령                  | 알라르 카리스    | 에드가르스 린케비치 | 기타나스 나우세다     |
| 총리                    | 크리스텐 미할    | 에비카 실리냐       | 긴타우타스 팔루츠카스 |
| 최대 도시권             | 탈린 (638,076명) | 리가 (927,953명)    | 빌뉴스 (747,864명)    |
| 인구 (2025년)           | 1,369,285명      | 1,832,900명         | 2,891,000명           |
| 면적                    | 45,339 km2       | 64,589 km2          | 65,300 km2            |
| 인구밀도                | 30/km2           | 29/km2              | 44/km2                |
| 명목 GDP (달러, 2025년) | 45,004,000,000   | 45,535,000,000      | 89,192,000,000        |
| 1인당 명목 GDP (2024년) | €28,740          | €21,610             | €26,990               |
| 군사 예산 (2025년)      | 13억 유로        | 16억 유로           | 32억 유로             |
| 지니계수 (2020년)       | 30.5             | 34.5                | 35.1                  |
| HDI (2023년)            | 0.905            | 0.889               | 0.895                 |

## 같이 보기
- 스칸디나비아
- 노르딕 국가
- 북유럽
- 발트해 연안국
- 유럽
- 베네룩스
- 캅카스 3국
- 발틱컵